# Джокич, Ана
Ана Джокич (черног. Ана Ђокић / Ana Đokić; род. 9 февраля 1979, Аранджеловац) — бывшая черногорская гандболистка. Серебряный призёр Олимпийских игр 2012 года, чемпионка Европы 2012 года.

## Карьера

### Клубная
Ранее выступала за различные клубы стран Восточной Европы: сербские «Князь Милош», «Медичинар» и «Напредак», венгерский «Дьёрдь ЭТО» (в его составе провела 6 лет), хорватская «Подравка» и черногорская «Будучност».
20 августа 2012 перешла в «Ростов-Дон» вместе с подругой по клубу и сборной Соней Барьяктарович.
В мае 2013 года объявила о завершении карьеры игрока.
В настоящее время выступает за клуб "Вардар" (Скопье, Македония)

### В сборной
Выступала ранее за сборную Сербии и Черногории. Участница чемпионатов мира 2003 (в составе сборной Сербии и Черногории) и 2011 годов. Серебряный призёр летних Олимпийских игр 2012 года, чемпионка Европы 2012 года.

## Стиль игры
Несмотря на свой относительно низкий рост, Ана обладает хорошей скоростью, ловкостью и координацией. Бросает, как правило, правой рукой, однако за время выступлений научилась бросать и с левой руки.

## Личная жизнь
Имеет высшее образование в области физической культуры и спорта, летом 2010 года защитила научную работу на тему восстановления после нагрузок и правильного образа жизни спортсмена. Помимо гандбола, занимается теннисом и баскетболом, а также подводным плаванием.